# Костино-Отдельское сельское поселение
Костино-Отдельское сельское поселение — муниципальное образование в Терновском районе Воронежской области.
Административный центр сельского поселения — село Костино-Отделец.

## История
За годы Советской власти произошли значительные изменения в жизни сел Воронежской губернии. На их территории было создано около 15 колхозов, несколько школ, построены два дома культуры, две бани, библиотеки, детский садик. Половина улиц покрыта асфальтом. В Костино-Отдельской школе располагается краеведческий музей, в котором отображена история села.
История Костино-Отдельского поселения богата людьми. Особенно много их прославились в годы Великой Отечественной войны, защищая свою большую и малую Родину. Среди них есть два Героя Советского Союза: Власов В.Е. и Маренков М.А. Много сил на благо своих сел отдали люди и в послевоенное время. Особенно отличился Герой социалистического труда — Щербатых В.М.

## Административное деление
В состав поселения входят:
- село Костино-Отделец,
- поселок Заречье,
- деревня Тагайка.